# Lai Taku
Lai Taku is een bestuurslaag in het regentschap Oost-Soemba van de provincie Oost-Nusa Tenggara, Indonesië. Lai Taku telt 406 inwoners (volkstelling 2010).